# イワニンジン
イワニンジン（岩人参、学名: Angelica hakonensis）は、セリ科シシウド属の多年草。

## 特徴
茎は直立し、多く分枝して、高さは30-120cmになる。茎に細毛が密生する。根出葉には長い葉柄がある。茎につく葉は互生し、2-3回3出羽状複葉で、小葉は不規則に中裂し、小葉または裂片は卵形から広卵形で、長さ3-8cm、先はとがり、縁に粗い鋸歯がある。葉の質は洋紙質で、裏面は淡色になる。葉柄の基部は長い葉鞘となって袋状にふくらむ。
花期は8-9月。やや小型の複散形花序に小型の花を多数つける。萼歯片は目立たない。花弁は5個で、内側に曲がり、色は淡黄緑色、緑白色、白色、帯紫色になる。複散形花序の下の総苞片は無く、小花序の下の小総苞片は多数ある。雄蕊は5個あり、子房は2室ある。果実はわずかに扁平になった楕円形で、2個の分果からなり、分果に脈質の背隆条とやや広い翼状になった側隆条がある。油管は分果の表面側の各背溝下に各1個、分果が接しあう合生面に2個ある。

## 分布と生育環境
日本固有種。本州の関東地方、中部地方に分布し、山地の日の当たる岩石地に生育する。

## 名前の由来
和名イワニンジンは、「岩人参」の意で、主に岩場に生える「ニンジン」の意味。和名 Iwa-ninnjinn は、松村任三 (1889) による命名である。
種小名（種形容語）hakonensis は、「箱根の」の意味。タイプ標本は、神奈川県箱根において、1862年10月にマキシモヴィッチによって採集され、マキシモヴィッチ (1874) によって命名された。

## 種の保全状況評価
国（環境省）のレッドデータブック、レッドリストでの選定はない。都道府県のレッドデータ、レッドリストの選定状況は、東京都が準絶滅危惧(NT)、長野県が絶滅危惧IA類(CR)となっている。

## 分類
イワニンジンの下位分類にノダケモドキがある。シノニム欄に示すとおり、ノダケモドキは独立した種 Angelica nikoensis とされていたことがあったが、本種の変種 var. nikoensis、または、品種 f. nikoensisとされた。ノダケモドキは、本種と比べ、小葉がまばらにつき、花序がやや大きく、花弁の縁が暗紫色になるもので、関東地方から東海地方にかけて分布する。同種は、東京都で準絶滅危惧(NT)に、愛知県で絶滅危惧II類(VU)に選定されている。ただし、YList では、同種はイワニンジンの異名の扱いになっており、イワニンジンと区別されていない。

## ギャラリー

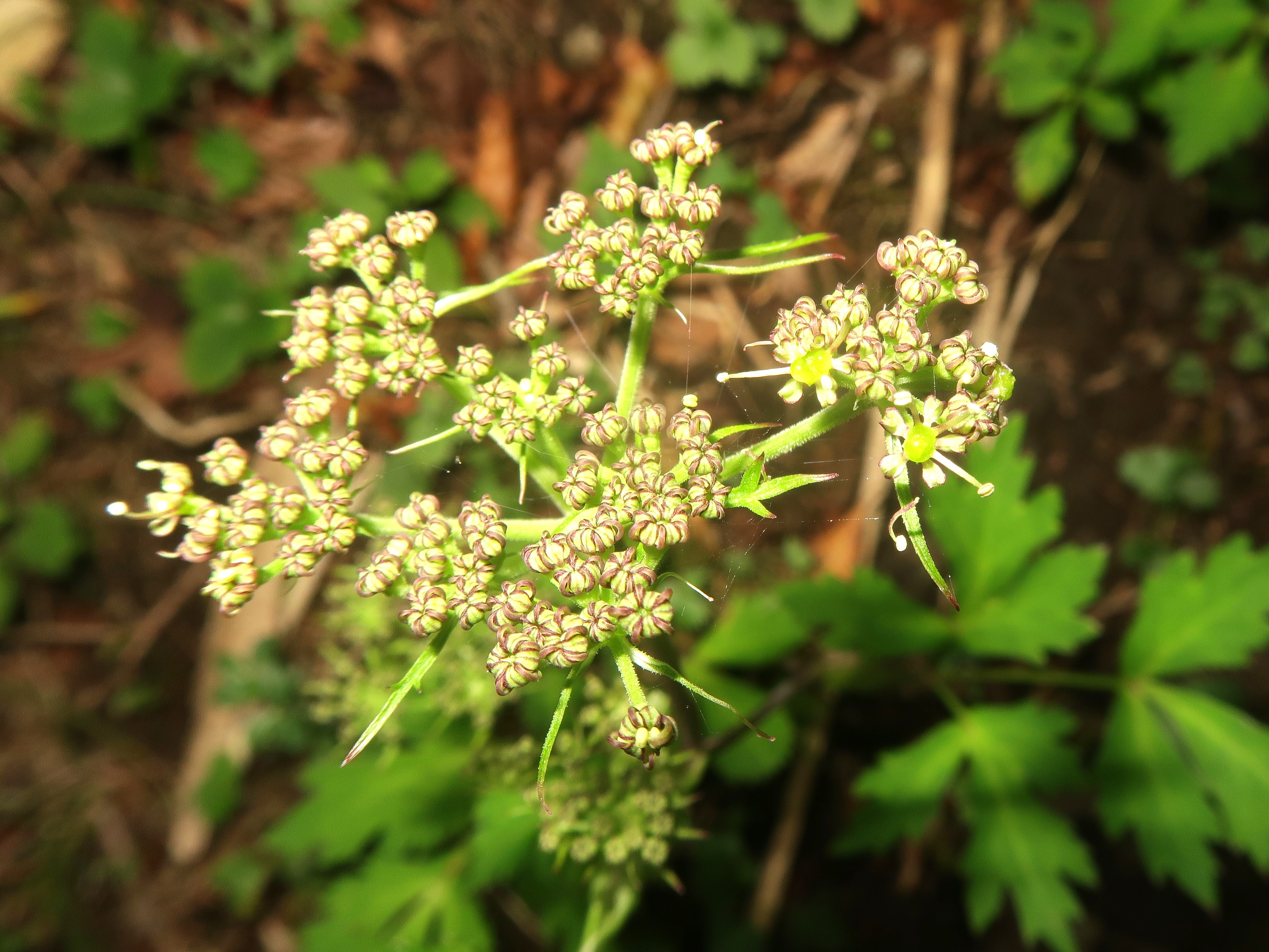
花弁は5個で、内側に曲がり、色は淡黄緑色、緑白色、白色、帯紫色になる。
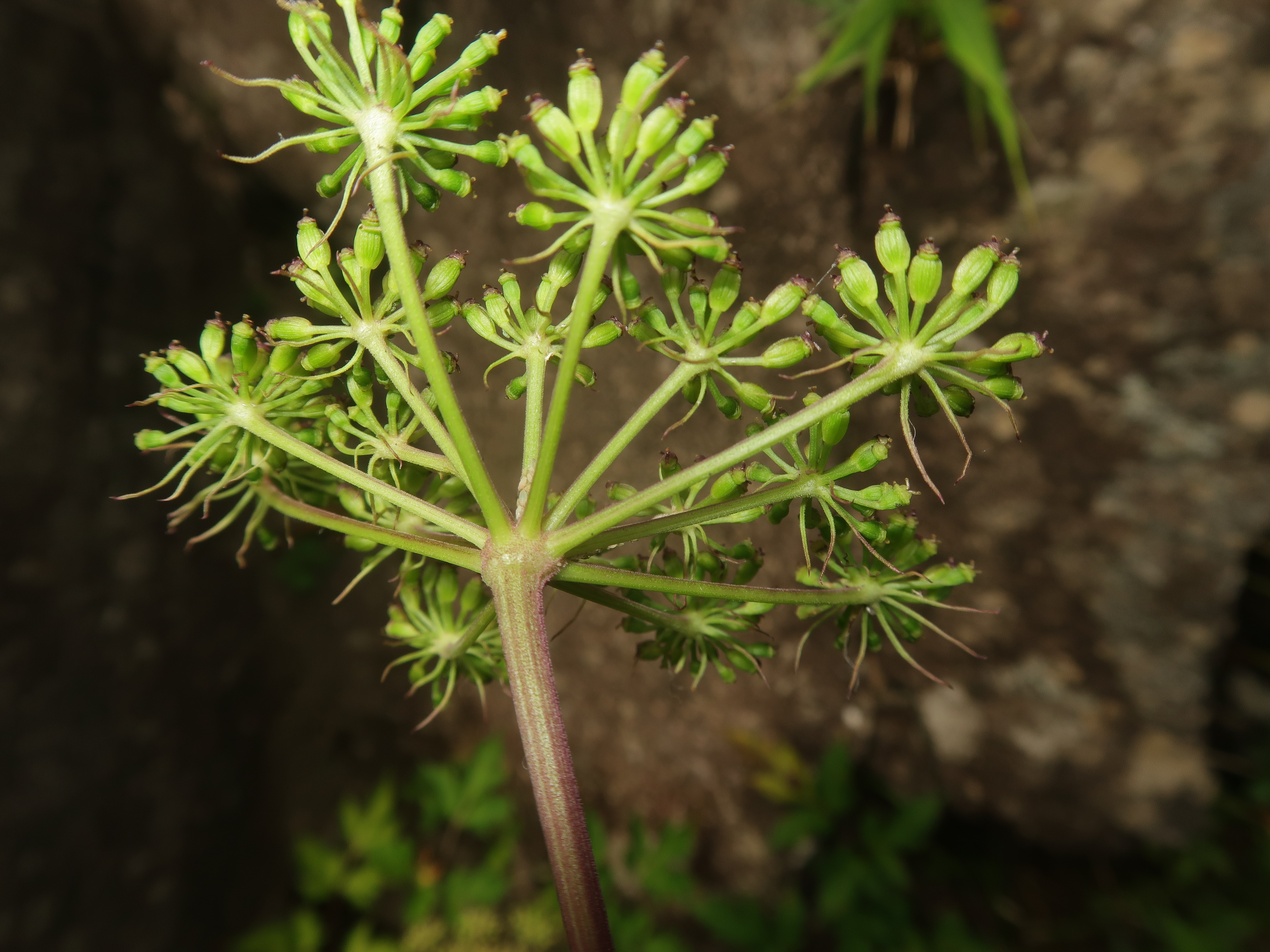
複散形花序の下の総苞片は無く、小花序の下の小総苞片は多数ある。
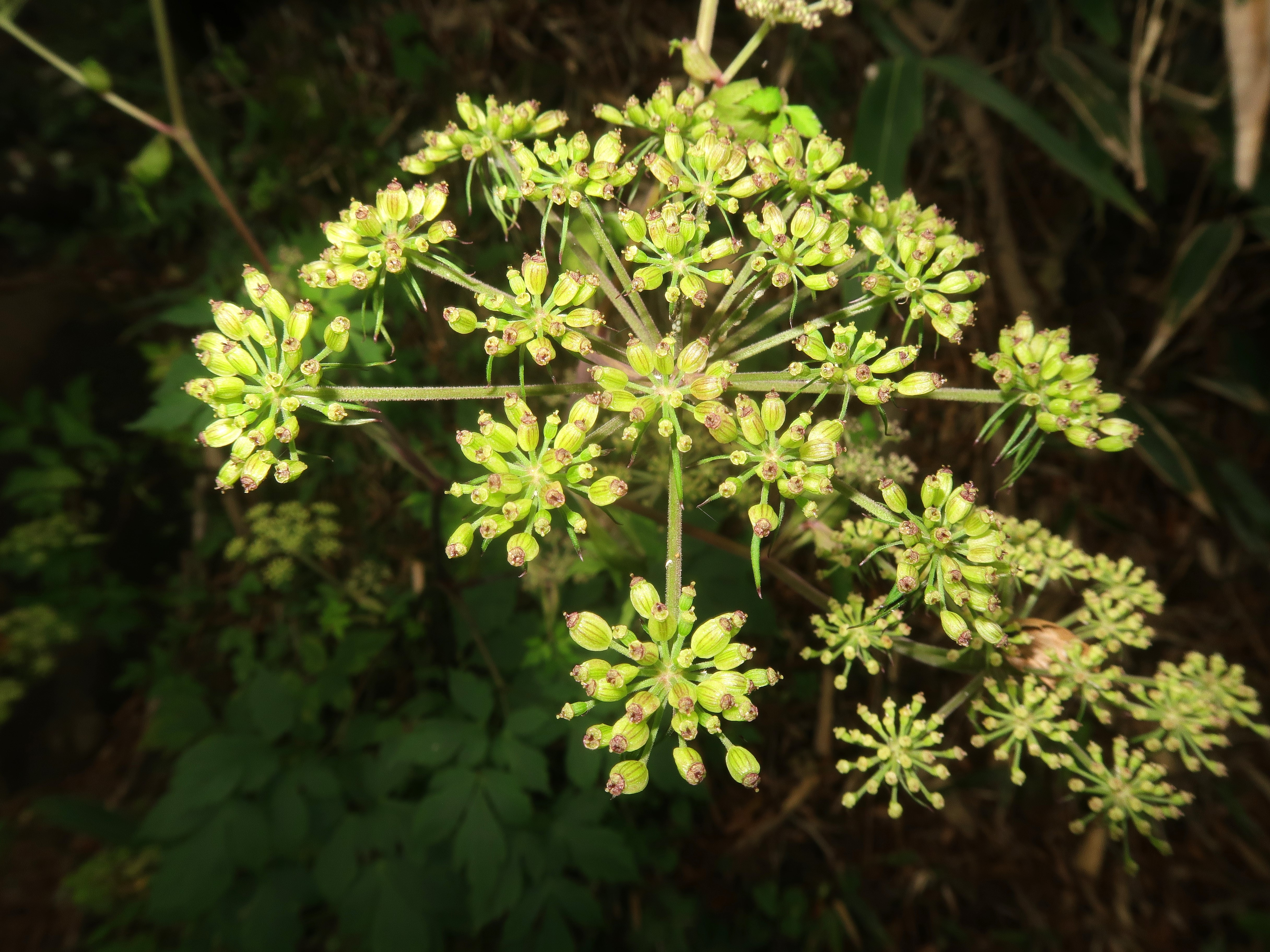
若い果実。
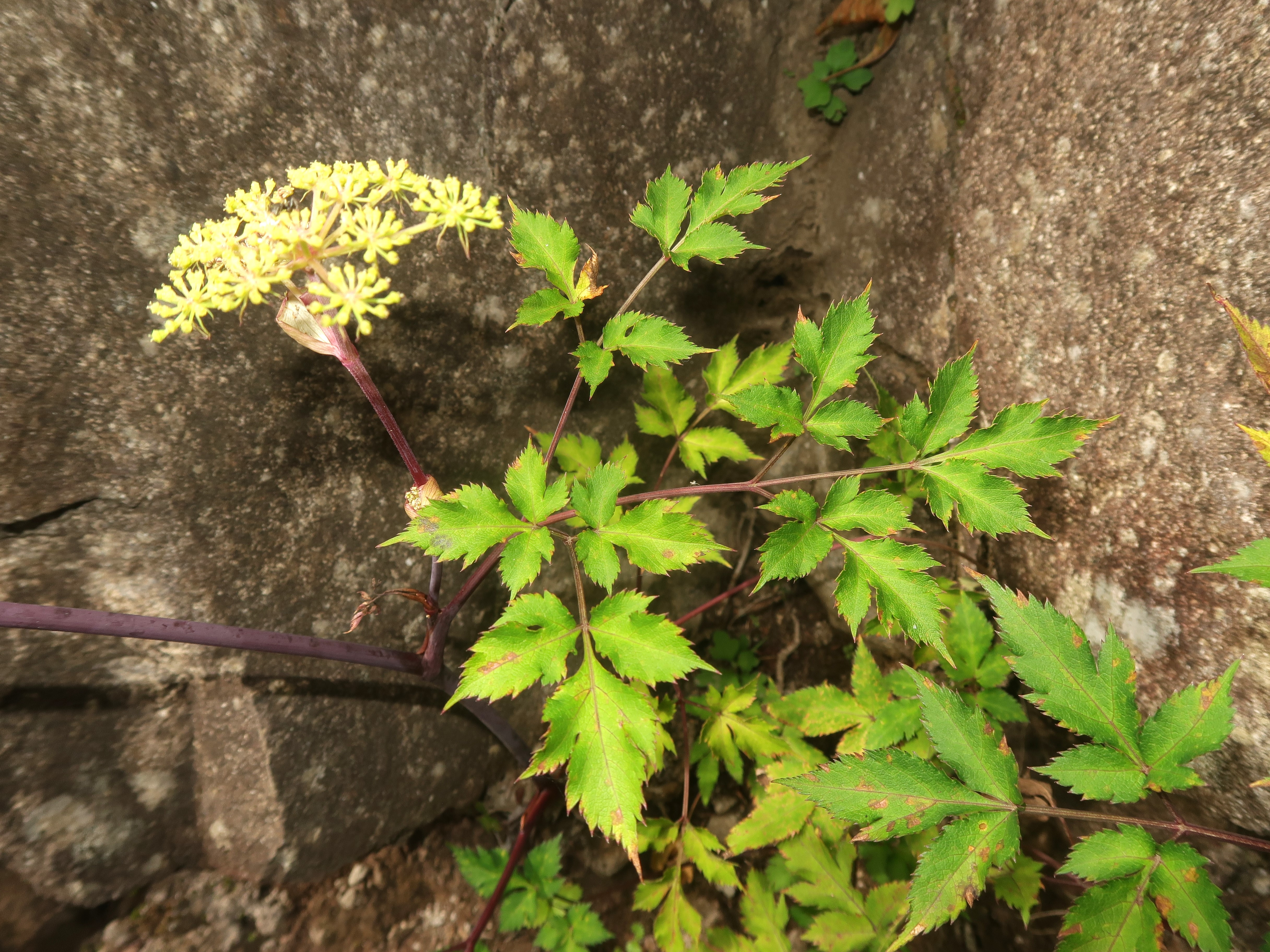
茎葉は2-3回3出羽状複葉で、小葉は卵形から広卵形で、先はとがり、縁に粗い鋸歯がある。